# Stenocerini
Stenocerini es una tribu de coleópteros polífagos de la familia Anthribidae. Contiene los siguientes géneros:

## Géneros
- Afrophaenotherium Frieser, 1984
- Allandrus Leconte, 1876
- Enedreytes Schönherr, 1839
- Esocus Pascoe, 1859
- Helmoreus Holloway, 1982
- Morphocera Jordan, 1933
- Phaenotheriolum Ganglbauer, 1903
- Phaenotherion Frivaldszky, 1878
- Phaenotheriopsis Wolfrum, 1931
- Phaenotheriosoma Frieser, 1978
- Phaeochrotes Pascoe, 1860
- Plintheria Pascoe, 1859
- Sintorops Jordan, 1914
- Stenocerus Schoenherr, 1826
- Tropiderinus Reitter, 1916
- Tropidivisus Frieser, 1981